# Tim Wellens
Tim Wellens (ur. 10 maja 1991 w Sint-Truiden) – belgijski kolarz szosowy.

## Osiągnięcia
Opracowano na podstawie:

2009
- 1. miejsce w Classique des Alpes
- 2. miejsce w Kroz Istru
  - 1. miejsce na 1. etapie
- 3. miejsce w Tre Giorni Orobica
- 5. miejsce w Liège–La Gleize
  - 1. miejsce na 4. etapie

2010
- 1. miejsce w La Roche

2011
- 2. miejsce w Zuidkempense Pijl
- 2. miejsce w La Roche
- 3. miejsce w Challenge de Hesbaye

2012
- 1. miejsce w Borlo Chrono
- 2. miejsce w Toscana-Coppa delle Nazioni
- 2. miejsce w Vuelta a Navarra

2014
- 1. miejsce w Eneco Tour
  - 1. miejsce na 6. etapie
- 2. miejsce w Ster ZLM Toer
- 2. miejsce w Mistrzostwach Belgii (ITT)

2015
- 1. miejsce w Eneco Tour
  - 1. miejsce na 6. etapie
- 1. miejsce w Grand Prix Cycliste de Montréal
- 2. miejsce w Trofeo Serra de Tramuntana

2016
- 1. miejsce w Tour de Pologne
  - 1. miejsce w klasyfikacji górskiej
  - 1. miejsce w klasyfikacji najaktywniejszych
  - 1. miejsce na 5. etapie
- 1. miejsce na 7. etapie Paryż-Nicea
- 1. miejsce na 6. etapie Giro d’Italia

2017
- 1. miejsce w Trofeo Serra de Tramuntana
- 1. miejsce w Trofeo Andratx-Mirador d'es Colomer
- 3. miejsce w Strade Bianche
- 2. miejsce w BinckBank Tour
  - 1. miejsce na 6. etapie
- 1. miejsce w Grand Prix de Wallonie
- 1. miejsce w Tour of Guangxi
  - 1. miejsce na 4. etapie

2018
- 1. miejsce w Vuelta a Andalucía
  - 1. miejsce na 4. etapie
- 1. miejsce w Brabantse Pijl
- 1. miejsce na 4. etapie Giro d’Italia
- 5. miejsce w Paryż-Nicea
  - 1. miejsce w klasyfikacji punktowej
- 3. miejsce w BinckBank Tour
- 3. miejsce w Bretagne Classic Ouest-France

2019
- 1. miejsce w Trofeo de Tramuntana: Soller - Deia
- 1. miejsce na 1. i 3. etapie Vuelta a Andalucía
- 3. miejsce w Omloop Het Nieuwsblad
- 9. miejsce w Grand Prix Cycliste de Québec
- 4. miejsce w Grand Prix Cycliste de Montréal

2020
- 5. miejsce w Volta ao Algarve
- 4. miejsce w Tour de Luxembourg
- 1. miejsce na 5. i 14. etapie Vuelta a España

2021
- 1. miejsce w Étoile de Bessèges
  - 1. miejsce na 3. etapie

2022
- 1. miejsce w Trofeo Serra de Tramuntana
- 2. miejsce w Clásica Jaén Paraiso Interior
- 2. miejsce w Tour des Alpes-Maritimes et du Var
  - 1. miejsce na 2. etapie
- 2. miejsce w Baloise Belgium Tour

2023
- 3. miejsce w Jaén Paraiso Interior
- 1. miejsce na 3. etapie Vuelta a Andalucía

## Rankingi
| Rok              | 2010 | 2011 | 2012 | 2013 | 2014 | 2015 | 2016 | 2017 | 2018 | 2019 | 2020 | 2021 | 2022 | 2023 | 2024 |
| ---------------- | ---- | ---- | ---- | ---- | ---- | ---- | ---- | ---- | ---- | ---- | ---- | ---- | ---- | ---- | ---- |
| UCI World Tour   |      |      | 184. | 208. | 25.  | 25.  | 34.  | 21.  | 18.  |      |      |      |      |      |      |
| World Ranking    |      |      |      |      |      |      | 59.  | 20.  | 9.   | 17.  | 77.  | 65.  | 75.  | 90.  | 41.  |
| UCI Europe Tour  | 999. | 720. |      |      |      |      | 459. | 28.  | 5.   | 16.  | 63.  | 54.  | 63.  | 73.  | 31.  |
| UCI America Tour | -    | -    |      |      |      |      | 435. | -    | -    |      |      |      |      |      |      |
|                  |      |      |      |      |      |      |      |      |      |      |      |      |      |      |      |
| Źródło: UCI      |      |      |      |      |      |      |      |      |      |      |      |      |      |      |      |